# SAITAMA
『SAITAMA』（サイタマ）は、日本のシンガーソングライター・岡崎体育が2019年1月9日にSME Recordsから発売した、3枚目のオリジナルアルバムである。

## 概要
- 前作『XXL』から約1年半ぶりのオリジナルアルバムである。

## チャート成績
- 2019年1月21日付のオリコン週間ランキングでは初動9.7千枚を売り上げ、週間5位にランクインした。

## 収録曲
1. No Touch Service Ace [1:16]
2. からだ [3:01]
3. PTA [3:59]
4. 弱者 [4:25]
5. なにをやってもあかんわ [2:33]
6. 確実に2分で眠れる睡眠音楽 (Interlude) [2:00]
7. Calculated [3:18]
8. Okazaki Unreal Hypothesis [4:38]
9. Jack Frost [5:07]
10. 私生活 [4:24]
11. 龍 [4:17]
12. The Abyss [3:43]

### 初回限定盤DVD
1. 岡崎体育「ROCK IN JAPAN FESTIVAL 2016」
2. 岡崎体育「ROCK IN JAPAN FESTIVAL 2017」
3. 岡崎体育「ROCK IN JAPAN FESTIVAL 2018」